# Martinus Cobbenhagen
Martinus Joseph Hubertus Cobbenhagen (Gulpen, 10 september 1893 - Tilburg, 10 februari 1954) was een Nederlands priester, econoom en hoogleraar in de economie aan de Tilburgse Hogeschool. Hij was een fervent uitdrager van het katholieke sociaal-economische gedachtegoed.

## Leven en werk
Tussen 1906 en 1913 studeerde Cobbenhagen aan het kleinseminarie en van 1913 tot 1916 aan het grootseminarie van Rolduc. Hij werd in 1917 tot priester gewijd. Cobbenhagen studeerde aan de Nederlandsche Handels-Hoogeschool in Rotterdam, waar hij in 1927 bij Frans de Vries promoveerde op het proefschrift De verantwoordelijkheid in de onderneming. Hij was, naast Petrus Van Gils en de eerste rector Thomas Goossens, een van de belangrijkste oprichters van de Roomsch-Katholieke Handelshoogeschool te Tilburg, en drie keer rector-magnificus van deze hogeschool. Cobbenhagens verdienste ligt vooral in de introductie van het belang van ethiek in de economie. Als hoogleraar werd hij opgevolgd door prof. dr. Dirk Schouten (1923-2018).

## Nalatenschap
In de Professorenbuurt in de Maastrichtse wijk Wyckerpoort is sinds 1960 een straat naar hem vernoemd, de Professor Cobbenhagenstraat.
In Tilburg werd een belangrijke straat, van de Ringbaan-West naar de de universiteit, naar de econoom vernoemd: de Professor Cobbenhagenlaan, alsmede ook twee scholen voor voortgezet onderwijs: 2College Cobbenhagenmavo en 2College Cobbenhagenlyceum. Daarnaast is ook een gebouw op de campus van Tilburg University vernoemd naar Martinus Cobbenhagen; het Cobbenhagengebouw. 